# Ploske (okres Mukačevo)
Ploske, česky také Plosko (ukrajinsky Плоске, maďarsky Dombostelek), je obec ve vesnické komunitě Poljana v Mukačevském okrese Zakarpatské oblasti Ukrajiny. Je zde také stáčírna minerální vody "Ploskivská". V roce 2025 zde žilo 1059 obyvatel; v celé obci žilo 2843 obyvatel.

## Části obce
- Ploske
  - Mala Bystra
  - Koltunok
- Oleňovo
- Pavlovo
- Ploskyj Potik
- Jakivske

## Zajímavost
Dřevěný kostel Na přímluvu svaté Matky Boží, původně pocházející z Ploska, je umístěn ve skanzenu v Kyjevě – je druhým ze tří klasických kostelů Lemků, které zůstaly na Ukrajině. Podobně jako ostatní lemkovské kostely je i tento kostel mezi badateli lidové architektury velmi oblíben; jeho podoba byla obsažena v mnoha článcích a knihách.